# Beimen (Tainan)
Beimen (chinesisch 北門區, Pinyin Běimén Qū, Pe̍h-ōe-jī Pak-mn̂g-khu) ist ein Bezirk der regierungsunmittelbaren Stadt Tainan im Südwesten der Republik China auf Taiwan.

## Lage und Beschreibung
Beimen liegt in der äußersten Nordwestecke des Stadtgebiets von Tainan. Der Bezirk umfasst einen Küstenstreifen von etwa 12 Kilometer Nord-Süd-Ausdehnung und das zugehörige Hinterland in einer Tiefe von bis zu 8 Kilometern. Beimen ist von der Küstenlandschaft mit zahlreichen Salzlagunen geprägt und weist eine flache Topografie ohne größere Erhebungen auf. Geologisch besteht das Gebiet aus Alluvialboden, der durch Sedimentablagerungen der in die Taiwanstraße mündenden Flüsse erst in den letzten Jahrhunderten entstanden ist. Im Bereich des Bezirks münden drei Fließgewässer in die Taiwanstraße. Die Nordgrenze von Beimen bildet der Fluss Bazhang (八掌溪,  Bāzhǎng Xī), die Südgrenze der kleine Fluss Jiangjun (將軍溪,  Jiāngjūn Xī) und in der Mitte verläuft der Fluss Jishui (急水溪,  Jíshuǐ Xī).
Die angrenzenden Stadtbezirke von Tainan sind Jiangjun im Süden und Xuejia im Osten. Im Norden grenzt Beimen an die beiden Gemeinden Budai und Yizhu des Landkreises Chiayi.

## Geschichte
Das heutige Beimen entstand aus einer Insel, die der Mündung des Flusses Jishui vorgelagert war. Noch bis 1920 war der Ort als Insel Beimen (北門嶼) bekannt. In früheren Jahrhunderten bildete Beimen eine Art Eingang zur später verlandeten Daofeng-Lagune (倒風內海,  Dàofēng Nèihǎi) weiter landeinwärts, woher möglicherweise der Ortsname resultiert (北門,  Běimén – „Nördliches Tor“). Historisch war die Salzgewinnung von größerer Bedeutung. Während der japanischen Herrschaft in Taiwan (1895–1945) wurde Beimen 1920 administrativ als ‚Dorf‘ (庄,  Zhuāng, japan. Shō) organisiert. Nach Übernahme Taiwans durch die Republik China 1945 wurde aus dem Dorf die Landgemeinde Beimen (北門鄉,  Běimén Xiāng) im neu gegründeten Landkreis Tainan. Der Landkreis wurde zum 25. Dezember 2010 vollständig in die Stadt Tainan eingemeindet und Beimen erhielt danach den Status eines Stadtbezirks (區,  Qū).

## Bevölkerung
Mit 9.814 Einwohnern (August 2024) gehörte Beimen zu den bevölkerungsärmeren Bezirken Tainans. Angehörige indigener Völker machen nur einen verschwindend geringen Anteil aus (knapp 0,2 %).
| Gliederung Beimens |
|                    |

## Verwaltungsgliederung
Am 29. Januar 2018 und 30. April 2018 erfolgte eine Verwaltungsreform und die Zahl der Ortsteile (里,  Lǐ) wurde von bisher 13 auf 10 verringert.
1. Shuangchun (雙春里)

2. Jinhu (錦湖里)

3. Heliao (蚵寮里)

4. Baoji (保吉里)

5. Yugang (玉港里)

6. Yonglong (永隆里)

7. Beimen (北門里)

8. Ci’an (慈安里)

9. Sanguang (三光里)

10. Wenshan (文山里)

## Verkehr
Wichtigste Verkehrsader ist die in Nord-Süd-Richtung parallel zur Küste verlaufende Provinz-Schnellstraße 67. Von dieser zweigen zwei größere Straßen ab: zum einen die in südsüdwestliche Richtung verlaufende Provinzstraße 17, die ebenfalls einen längeren Verlauf durch Beimen nimmt, und zum anderen die Provinz-Schnellstraße 84, die direkt nach Westen führt. Außerdem gibt es mehrere Kreisstraßen (171, 173, 174A/174甲).

## Landwirtschaft und Fischerei
Die Aquakultur hat große Bedeutung. Ende 2017 wurden mehr als 2000 ha der Fläche des Bezirks für Fischzucht genutzt. Nur etwa 900 ha wurden landwirtschaftlich genutzt. Die relativ salzhaltigen Böden eignen sich nicht zum Reisanbau. Die quantitativ bedeutendsten Produkte waren Mais, Sojabohnen, Süßkartoffeln, Wassermelonen und Zwiebeln.

## Besonderheiten und touristische Ziele

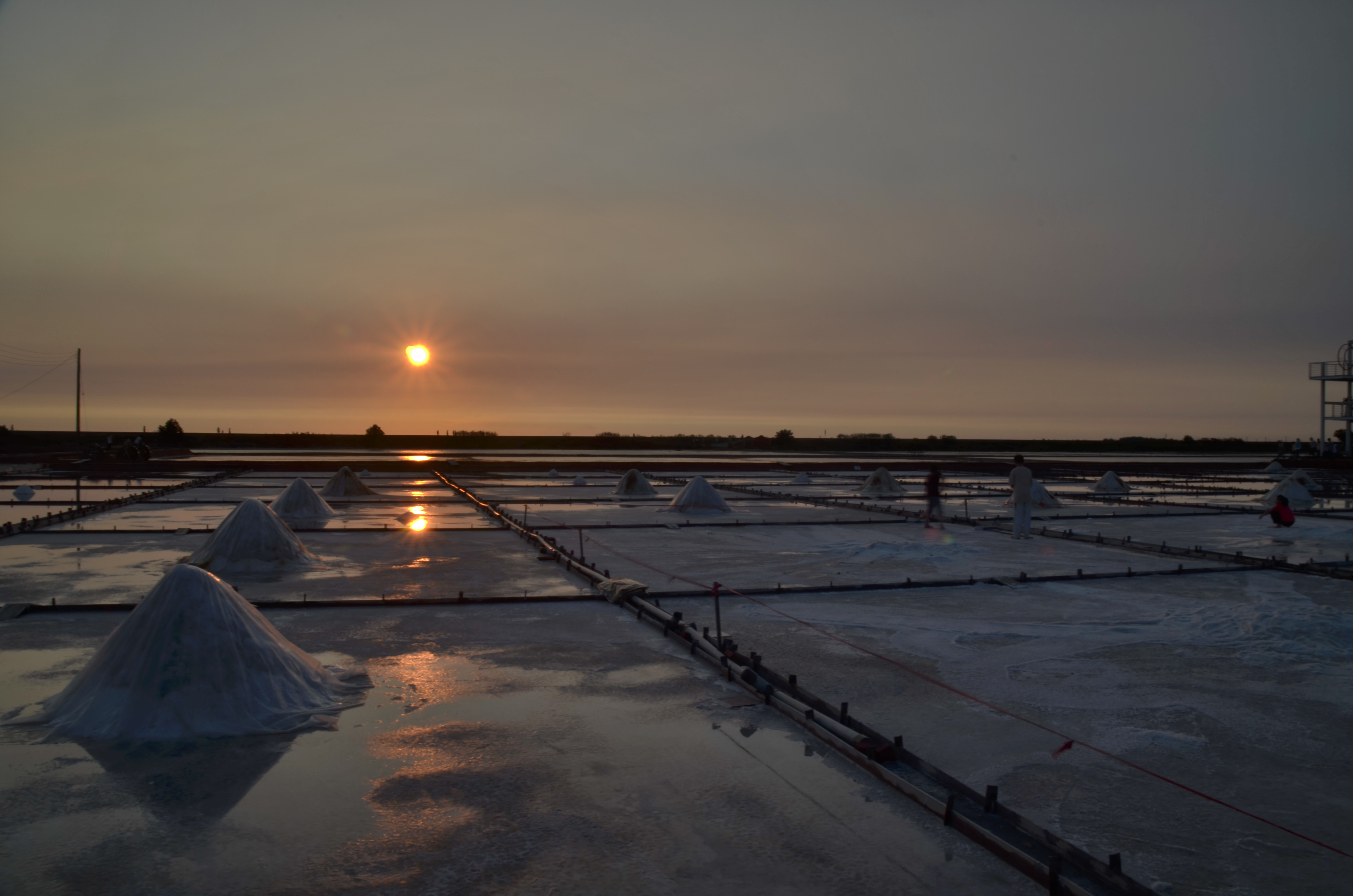
Sonnenuntergang über der Salzlagune

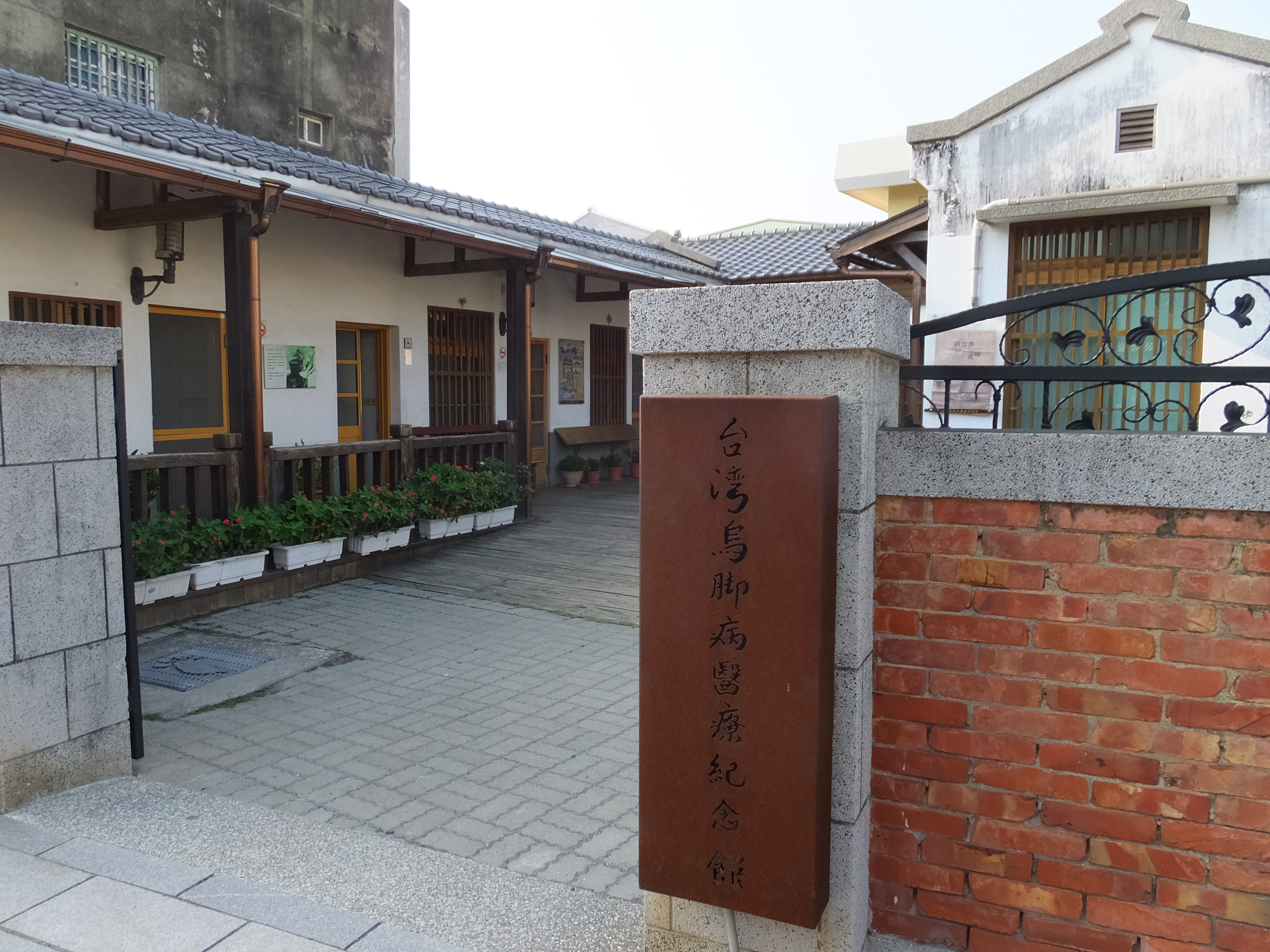
Gedenkhaus zur Schwarzfuß-Krankheit

Beimen gehört zum Nationalen Landschaftsgebiet Südwestküste (雲嘉南國家風景區,  Yúnjiānán Guójiā Fēngjǐng Qū, Southwest Coast National Scenic Area‘), einem Gebiet, das gezielt touristisch ausgebaut werden soll. Die Lagune von Beimen ist für ihre stimmungsvollen Sonnenuntergänge bekannt. Im Jahr 2014 wurde an der Lagune ein kleines Besuchergebäude eröffnet, das aufgrund seiner gläsernen und kirchenähnlichen Architektur die Bezeichnung Kristallkirche (北門水晶教堂,  Shuǐjīng Jiàotáng, Crystal Church ) erhalten hat.
Im taoistischen Nankunshen-Daitian-Tempel (南鯤鯓代天府,  Nánkūnshēn Dàitiānfǔ, ) wird Wang Ye (王爺,  Wángyé), eine Gottheit des chinesischen Volksglaubens verehrt. Der Überlieferung nach wurde der Tempel im 17. Jahrhundert an dem Ort begründet, an dem ein unbemanntes Boot mit Bilddarstellungen von fünf chinesischen Gottheiten gestrandet war. Die heutige Tempelanlage geht wesentlich auf Um- und Neubauten ab dem Jahr 1817 und erneut ab 1923 zurück. Der Donglong-Tempel (東隆宮, ) im Ortsteil Sanguang geht auf einen Schrein zurück, der im Jahr 1673 errichtet wurde.
In früherer Zeit trat in Beimen (wie auch den benachbarten Küstenregionen Süd-Taiwans, insbesondere Xuejia, Xiaying, Yizhu und Budai) die sogenannte Schwarzfuß-Krankheit (烏腳病,  Wūjiǎo Bìng, Blackfoot disease) endemisch auf. Dabei handelte es sich um eine langsam fortschreitende Gefäßverschlusskrankheit, bei der es zu Nekrosen und Gangrän vor allem an den unteren Extremitäten kam, die in der Folge Amputationen nötig machten. Ursache war eine chronische Arsenvergiftung, die durch den natürlicherweise erhöhten Arsengehalt des Grundwassers aufgrund der abgelagerten Sedimente bedingt war. Betroffen waren vor allem ärmere Personen, die keinen Zugang zur zentralen Wasserversorgung hatten und daher das Grundwasser aus tiefen Brunnen verwendeten. Ihren Höhepunkt erlebte die Erkrankung im Zeitraum von 1956 bis 1960. Mit Einführung einer zentralen Wasserversorgung verschwand sie praktisch vollständig. An die damalige medizinische Problematik erinnert das Taiwanische Gedenkhaus zur Soziomedizinischen Versorgung der Schwarzfuß-Krankheit (台灣烏腳病醫療紀念館,  Táiwān Wūjiǎo Bìng Yīliáo Jìniànguǎn, ) im Ortsteil Shuangchun.

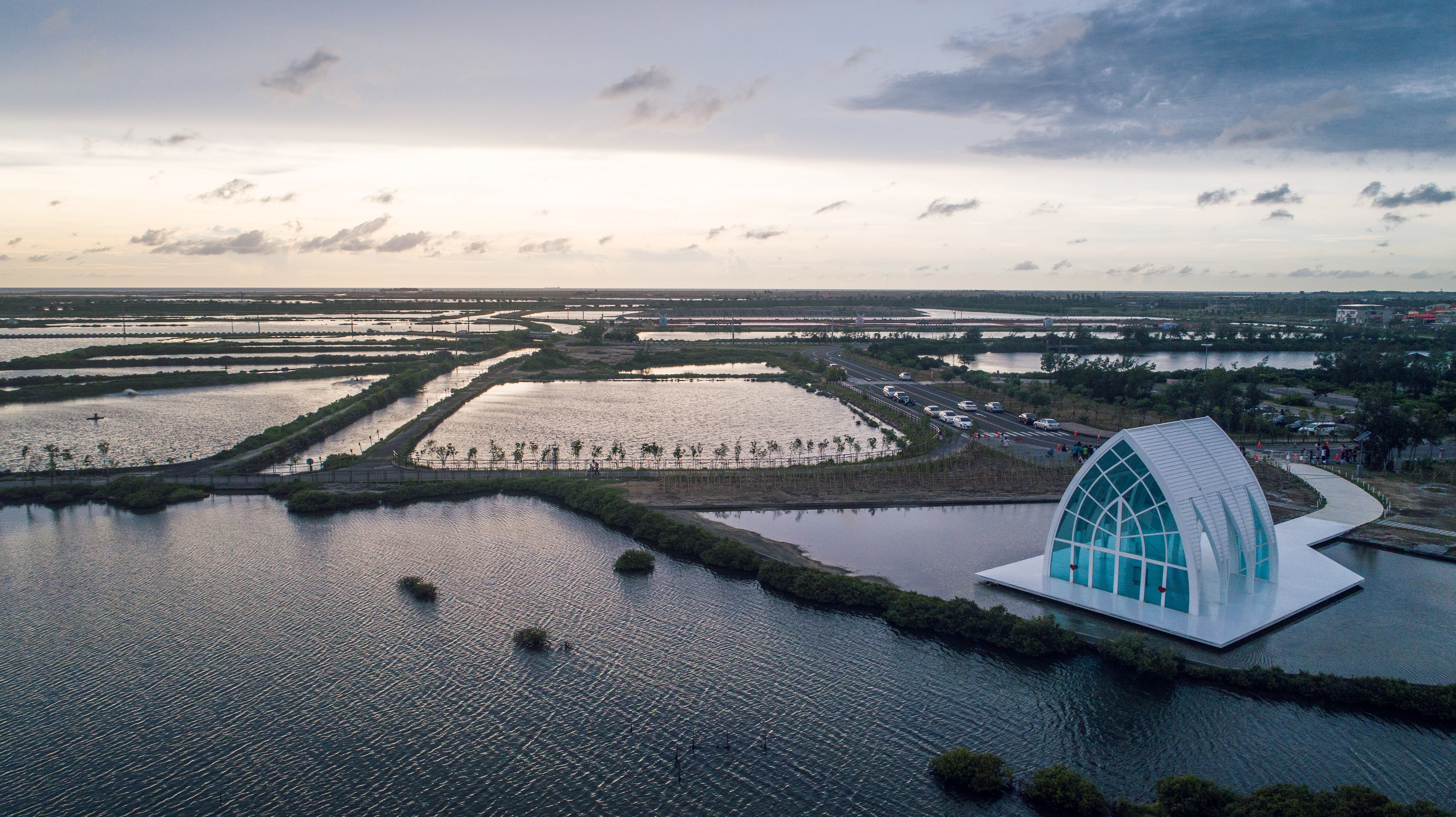
Salzlagune mit „Kristallkirche“
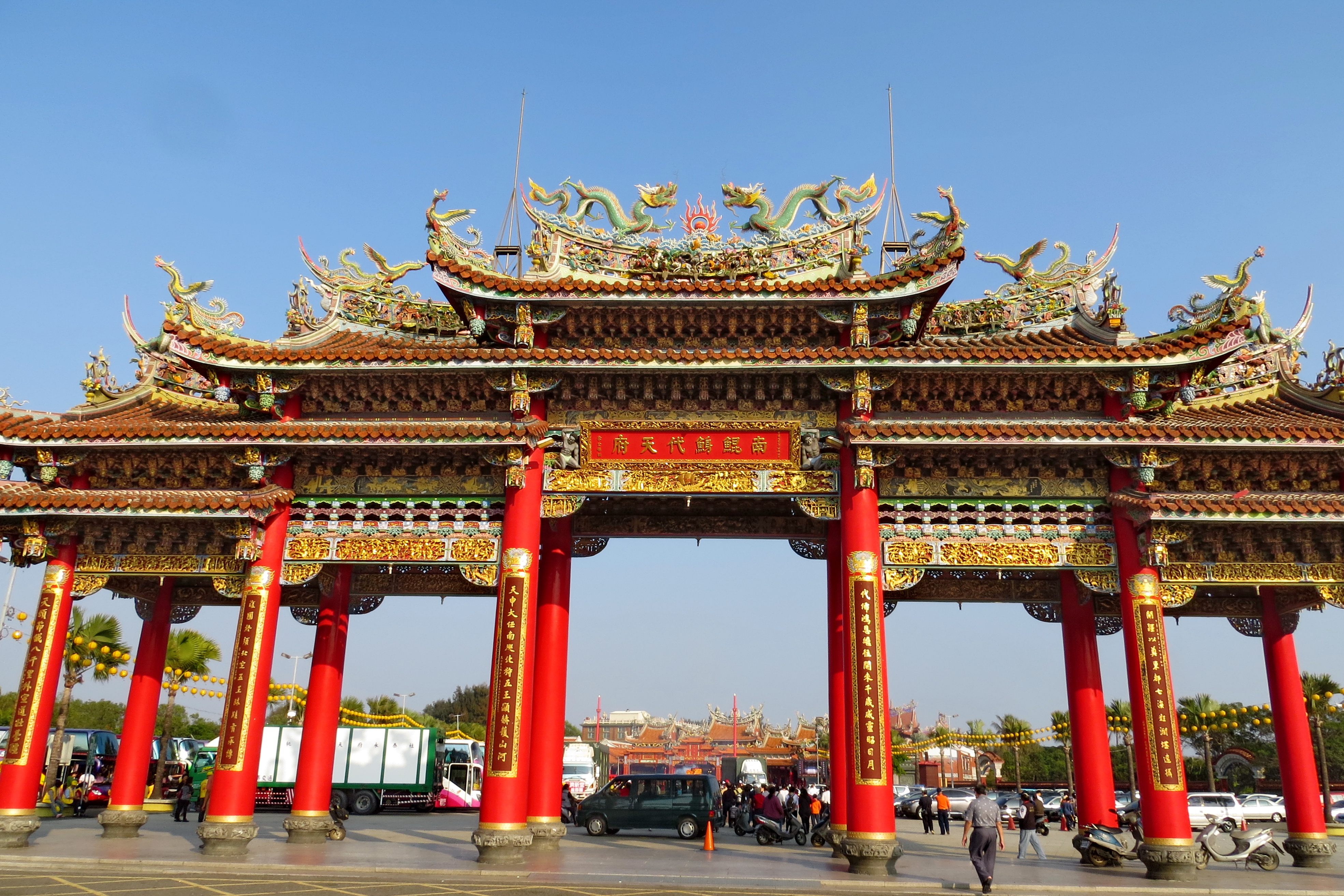
Eingang zur Nankunshen-Daitian-Tempelanlage